# جک سینکلر (بازیکن پوکر)
جک سینکلر (انگلیسی: Jack Sinclair؛ زادهٔ ۱۹۹۰) بازیکن پوکر اهل بریتانیا است.